# Mortal Kombat
Mortal Kombat é uma franquia americana de jogos eletrônicos de luta originalmente desenvolvidos e publicados pela Midway Games com seu primeiro lançamento em 1992 para arcades. Em 2011, depois da falência da Midway Games, a produção de Mortal Kombat foi adquirida pela Warner Bros. Games, com o desenvolvimento da NetherRealm Studios que desenvolve os jogos da franquia para várias plataformas. A Warner Bros. Entertainment detém atualmente os direitos da franquia.
A produção do primeiro jogo foi baseada na ideia original que Ed Boon e John Tobias tinham em fazer um jogo em que participasse Jean-Claude Van Damme, mas a ideia foi deixada de parte, e em vez disso foi criado Mortal Kombat, um jogo de luta com temas de fantasia e ciência, lançado em Outubro de 1992. O jogo original, gerou muitas sequências, vários jogos de ação-aventura, filmes (animados e live-action com a sua sequela) e séries de televisão (animadas e live-action). Outra média inclui banda desenhada, jogo de cartas e a Mortal Kombat: Live Tour, um teatro de artes marciais com personagens da série.
A série é conhecida pelos altos níveis de violência sangrenta, incluindo mais notavelmente, as Fatalidades (movimentos finalizadores, que requerem uma sequência de botões e movimentos para serem executadas). As Fatalidades, em parte, levaram à criação da ESRB, o sistema norte-americano que classifica os videojogos. O próprio nome da série também é conhecido por usar a letra "K" em vez da letra "C", isto para o "C" ter um som mais forte, criando intencionalmente um erro de soletração para a palavra "combat", assim bem como para outras palavras com o som rígido C para os jogos posteriores da série além de colocar originalidade ao jogo. Os primeiros jogos são reconhecidos especialmente pelos seus sprites realisticamente digitalizados (os jogos contemporâneos usam sprites desenhados manualmente) e o uso extensivo de troca de palete para criar novos personagens.
Juntamente com Street Fighter da Capcom, The King of Fighters da SNK, Virtua Fighter da Sega, Killer Instinct da Microsoft Games, e Tekken da Namco, Mortal Kombat tornou-se uma das mais influentes e mais bem sucedidas séries de jogos de luta na história dos videogame. Em Abril de 2015, depois do lançamento de Mortal Kombat X, a série já tinha vendido mais de 35 milhões de unidades.

## Jogabilidade

Imagem de Mortal Kombat.

Os três jogos originais e as suas atualizações, Mortal Kombat, Mortal Kombat II, Mortal Kombat 3, Ultimate Mortal Kombat 3 e Mortal Kombat Trilogy, têm um estilo de combate em 2D. os primeiros dois foram jogados nas máquinas arcade com um joystick e cinco botões: soco forte, soco leve, chute forte, chute leve e bloquear/defender. Mortal Kombat 3 e as suas atualizações acrescentou um novo botão, "correr". Os personagens nos primeiros jogos Mortal Kombat jogam de uma maneira virtualmente idêntica de uns para os outros, com a única diferença a ser os movimentos especiais. Através da década de 1990, a Midway Games manteve o mesmo estilo com quatro botões de ataque para as diferentes ordens de socos, chutes e bloqueios. Mortal Kombat: Deadly Alliance mudou o estilo, ao diferenciar os movimentos de cada personagem e a dar-lhes múltiplos estilos de luta. Começando em Deadly Alliance até Mortal Kombat: Deception, cada um dos personagens possuem três estilos de luta: dois sem arma e um armado. As poucas exceções surgiram em Mortal Kombat: Armageddon, como nos personagens chefes de aspecto monstro como Moloch e Onaga, que apenas têm um estilo. Enquanto que a maior parte dos estilos usados na série são baseado em artes marciais reais, alguns são fictícios. Por exemplo, os estilos de Goro, foram desenhados para tirarem vantagem do facto dele ter quatro braços. Em Armageddon, os estilos foram reduzidos para o máximo de dois por personagem (geralmente um com arma e outro sem arma), devido ao número acrescido de personagens jogáveis. Mortal Kombat vs. DC Universe baixou a tendência dos múltiplos estilos em favor da dar a cada personagem mais movimentos especiais, mas alguns deles ainda têm vários estilos de luta. Em Mortal Kombat (2011) regressou o plano de luta em 2D, apesar dos personagens terem sido moldados em 3D; ao contrário dos antecessores MK, cada um dos quatro botões no comando representa um ataque de um membro correspondente.
De acordo com Ed Boon, cocriador de Mortal Kombat, que "desde o inicio, uma das coisas que nos separou de outros jogos de luta é os movimentos tontos que pusemos [nos jogos], como as bolas de fogo e os movimentos mágicos, por assim dizer." Quando perguntado se Street Fighter da Capcom poderia alguma vez fazer um jogo crossover com Mortal Kombat, o produtor de Street Fighter Yoshinori Ono chamou a Mortal Kombat um jogo muito diferente de Street Fighter, "acho que Mortal Kombat vs. Capcom poderia acontecer, mas Mortal Kombat vs. Street Fighter, um. Ponto de interrogação" O diretor de comunicação da Capcom comparou as duas séries, quando perguntou ao entrevistador se ele preferia a "precisão e profundidade" de Street Fighter ou o "gore e a comédia" de Mortal Kombat; também acrescentou que a rivalidade entre Street Fighter e Mortal Kombat era considerada similar à que teve a Coca-Cola com a Pepsi durante os anos '90. Hans Lo, produtor de Mortal Kombat vs. DC Universe, disse que Street Fighter "é um pouco mais técnico" em comparação com Mortal Kombat. Em 2013, Boon nomeou o seu hipotético "MKvsSF" como o seu sonho para um jogo crossover. Em 2014, Boon disse que a sua companhia permanecia em contacto com a Capcom, mas ninguém conseguiu resolver a incompatibilidade de que Mortal Kombat é mais brutal que Street Fighter.
Mortal Kombat: Deception e Mortal Kombat: Armageddon contém o modo "Konquest", um jogo de acção-aventura que expande significativamente a experiência de um jogador. Ambos tem também minijogos distintos como "Chess Kombat", um jogo de acção-estratégia similar a Archon. Dois outros, "Puzzle Kombat" inspirado em Puzzle Fighter e "Motor Kombat" inspirado em Mario Kart, contém versões muito deformadas dos personagens de Mortal Kombat. Os jogos também têm vários conteúdos desbloqueáveis e "truques" escondidos.

### Movimentos finalizadores
Acho que [Mortal Kombat] representa uma diferença de filosofia. [....] Portanto, em Street Fighter quando estás a jogar representa o momento sobre o momento que é sempre o melhor, quem ganha ou perde é indiferente. Em Mortal Kombat, jogar e combater é apenas um caminho para o resultado - é a Fatalidade que queres ver, e quase que queres passar a parte do combate só para chegar a esse ponto, porque é esse o resultado.

— Yoshinori Ono, produtor de Street Fighter

### Finalizações
Sem dúvida, grande parte da fama da série veio a tona com o uso de finalizações, movimentos especiais que podem ser usados somente no final de uma luta, usando uma certa sequência de botões para ser realizada quando o oponente está tonto. A finalização mais conhecida é o Fatality, que é a mais violenta das finalizações, onde o oponente é morto, podendo ocorrer desmembramentos, empalação, decapitação, entre outras variações, sempre envolvendo sangue e sofrimento. O uso desse recurso contribuiu para a criação do ESRB.
Mas além disso também houve finalizações de teor cômico, como o Friendship, no qual o lutador faz algum tipo de brincadeira ou oferece algum presente à vítima de acordo com sua natureza, ou a Babality que transforma o oponente em um bebê. Em Mortal Kombat: Deception outra finalização notável foi introduzida, o Hara-Kiri, onde o perdedor pode se suicidar, fazendo o vencedor perder a chance de finalizá-lo.

### Segredos, rumores eeaster eggs
Mortal Kombat foi um dos primeiros títulos do gênero de jogos de luta que incluiu personagens secretos, jogos secretos e outros easter eggs. A maioria desses segredos eram apenas acessíveis através de algo muito desafiador e exigente. Foi essa ideia que ajudou Mortal Kombat a se tornar um dos mais memoráveis do gênero.
Por exemplo em Mortal Kombat, ao vencer uma luta do The Pit sem sofrer nenhum dano, não usar botão de bloqueio e aplicar um Fatality no final, podia-se lutar contra Reptile, uma fusão de Sub-Zero e Scorpion; ou Mortal Kombat 3, incluiu um jogo escondido chamado Galaxian. Os jogos da Sega Genesis tinha segredos exclusivos como o Fergality de Raiden que no Armory, na tela de Fatality podia-se aplicar o Fergality que transformava o personagem em um dos desenvolvedores do jogo.
Um easter egg que surgiu de falhas e acabou se transformando em personagem foi Ermac, ele estava presente na tela de Ranking e aparecia às vezes, fazendo surgir rumores que ele era um personagem secreto. Na verdade era um erro do sistema que misturava os ninjas, causando algo chamado "Error Macro" que no jogo era abreviado para Ermac, resultando em um ninja vermelho. E seu nome na tela de Ranking na verdade era um contador de erros.
Um dos acontecimentos mais impressionantes da série foi um rumor em Mortal Kombat 2, que surgiu na mão dos fãs, sem nenhuma interferência dos produtores. Os fãs acreditavam que Goro (um subchefe de quatro braços do primeiro Mortal Kombat) estaria escondido em algum lugar, assim, várias pessoas se tornaram obcecadas em encontrá-lo. Os produtores logo depois de um tempo desmentiram o rumor.
Surgiram easter eggs através de piadas internas da equipe como o "Toasty", que surgiu em Mortal Kombat 2. Quando os produtores venciam as lutas nos testes eles tinham costume de dizer Toasted (mais tarde Toasty) e isso acabou entrando no jogo com uma imagem de Dan Forden no canto da tela dizendo Toasty. Isso deu origem a outras piadas como em Mortal Kombat 4 onde os personagem davam gritos dizendo "That's nacho cheese!" e "I'm gonna throw you over there".

## Produtos

### Jogos eletrônicos
- - Translating and adjusting the timeline**

The user's request involves adjusting a timeline and translating the text. This timeline has a focus on release years of video games with specific color coding for different years, and switches between bold and italicized game titles. I'll need to make sure that the timeline content fits naturally into Portuguese, while keeping the formatting intact.
I'll use a similar structure, ensuring the subtitle translation is coherent, and adapting the color scheme and years. Afterward, I'll adjust the game titles for accurate translation into Portuguese, making sure the year range is represented correctly.
- - Translating Mortal Kombat timeline**

The user requested a translation and adaptation of the Mortal Kombat release timeline using a given template structure. I'll adapt this to Portuguese, while ensuring the color scheme and game titles are correctly translated. I'll follow the same structure from the Half-Life timeline, including adjusting formats, subtitle translations, and creating a consistent flow across years. I’ll watch out for correct formatting and ensure the main series remains bold as per the template. This will make everything fit seamlessly.
- - Translating Mortal Kombat timeline**

The user wants to adjust the Mortal Kombat timeline using the template's structure from Half-Life. I'll translate it into Portuguese, using the correct headers and structure for the timeline. I'll keep "anos1" and "anos1\_cor" for the year range, as that's how it’s defined in the user’s original template. The year range will end in 2023. Also, since this timeline only has one range, I’ll remove the second range and adjust field names like "intervalo1" and "legenda" to match their Portuguese equivalents.

Thought for 19 seconds

```wikitext
| 1992 | Mortal Kombat                       |
| 1993 | Mortal Kombat II                    |
| 1994 |                                     |
| 1995 | Mortal Kombat 3                     |
| 1995 | Ultimate Mortal Kombat 3            |
| 1996 | Mortal Kombat Trilogy               |
| 1997 | Mortal Kombat Mythologies: Sub-Zero |
| 1997 | Mortal Kombat 4                     |
| 1998 |                                     |
| 1999 | Mortal Kombat Gold                  |
| 2000 | Mortal Kombat: Special Forces       |
| 2001 | Mortal Kombat Advance               |
| 2002 | Mortal Kombat: Deadly Alliance      |
| 2003 | Mortal Kombat: Tournament Edition   |
| 2004 | Mortal Kombat: Deception            |
| 2005 | Mortal Kombat: Shaolin Monks        |
| 2006 | Mortal Kombat: Armageddon           |
| 2006 | Mortal Kombat: Unchained            |
| 2007 | Ultimate Mortal Kombat              |
| 2008 | Mortal Kombat vs. DC Universe       |
| 2009 |                                     |
| 2010 |                                     |
| 2011 | Mortal Kombat                       |
| 2011 | Mortal Kombat Arcade Kollection     |
| 2012 | Mortal Kombat: Komplete Edition     |
| 2013 |                                     |
| 2014 |                                     |
| 2015 | Mortal Kombat X                     |
| 2015 | Mortal Kombat Mobile                |
| 2016 | Mortal Kombat XL                    |
| 2017 |                                     |
| 2018 |                                     |
| 2019 | Mortal Kombat 11                    |
| 2020 | Mortal Kombat 11: Aftermath         |
| 2020 | Mortal Kombat 11: Ultimate          |
| 2021 |                                     |
| 2022 | Mortal Kombat: Onslaught            |
| 2023 | Mortal Kombat 1                     |

```
O primeiro jogo da série foi lançado em agosto de 1992 para as maquinas de arcade, sendo mais tarde convertido para mais de dez consoles caseiros. Em 1993 foi lançada sua sequência, Mortal Kombat II, com gráficos melhorados e um elenco maior. Em 1995 foi lançado Mortal Kombat 3, sendo seguidos por duas expansões, Ultimate Mortal Kombat 3, que aumentou o número de personagens e houve aperfeiçoamentos na jogabilidade, e Mortal Kombat: Trilogy, que juntou todos os personagens da série até o momento.
Em 1997 foi lançado para Nintendo 64, PlayStation, Windows e máquinas de arcades o jogo Mortal Kombat 4, o marco da série na era 3D, substituindo os lutadores digitalizados dos jogos anteriores com modelos poligonais e acabando com a troca de paletas, um sistema muito criticado nos jogos anteriores, com cada personagem tendo seu próprio modelo. Uma atualização do jogo foi lançada em 1999, exclusivamente para Dreamcast, chamado de Mortal Kombat Gold.
Com o mercado dos arcades em declínio, em 2002 surge Mortal Kombat: Deadly Alliance (para PlayStation 2, GameCube e Xbox), o primeiro da série principal lançado exclusivamente para consoles caseiros. O jogo foi convertido duas vezes para Game Boy Advanced em 2003, sob o nome original e uma versão atualizada chamada Mortal Kombat: Tournament Edition.
Em 2004 foi lançado para os mesmos consoles do antecessor Mortal Kombat: Deception, o primeiro da série a contar com um modo online, que por não ser muito difundido no GameCube acabou levando a versão de tal console a ter dois personagens extras, Goro e Shao Kahn, e a conversão de 2006 para PSP entitulada Mortal Kombat: Unchained tinha os dois personagens e mais quatro exclusivos. Sua sequência, Mortal Kombat: Armageddon foi lançada em 2006 para PlayStation 2 e Xbox, em 2009 sendo relançado para Nintendo Wii, e contava com todos os personagens da série até o momento.
O oitavo jogo da série foi um crossover com os personagem do universo da DC Comics lançado em 2008, chamado Mortal Kombat vs. DC Universe (para Xbox 360 e Playstation 3). Com isso a Warner Bros. adquiriu a Midway Games Chicago, que foi renomeada para Netherrealm Studios e sendo ela a responsável pelo lançamento do nono jogo da série em 2011, chamado simplesmente de Mortal Kombat, que conta com uma história alternativa da série após o final do Armageddon, retornando aos eventos dos três primeiros jogos, e volta a jogabilidade em um plano de duas dimensões de tais jogos, embora mantendo os gráficos 3D, o que é coloquialmente conhecido 2,5D. Foi lançado para Xbox 360 e PlayStation 3, e mais tarde sendo convertido para PS Vita e Microsoft Windows. A Netherrealm Studios continuou a nova continuidade com Mortal Kombat X em 2015 para PlayStation 3, Xbox 360, PlayStation 4, Xbox One, e Windows, e Mortal Kombat 11 em 2019 para Xbox One, PlayStation 4, Nintendo Switch e Windows. O final da expansão de 11 entitulada Aftermath criou toda uma nova continuidade explorada no jogo Mortal Kombat 1, de 2023, lançado para Switch, Windows, PlayStation 5 e Xbox Series X/S.
Além dos jogos de luta, há três jogos de aventura que são spin-offs da história de Mortal Kombat. Mortal Kombat Mythologies: Sub-Zero foi lançado em 1997 para PlayStation e Nintendo 64. A história se foca na primeira encarnação do personagem Sub-Zero, em uma linha do tempo anterior ao primeiro jogo. O segundo jogo de aventura, Mortal Kombat: Special Forces, foi lançado em 2000 para PlayStation, sendo um jogo de ação apresentando como personagem principal o Major Jackson Briggs em sua missão de destruir Black Dragon. Mortal Kombat: Shaolin Monks foi lançado em 2005 para PlayStation 2 e Xbox, com os personagens principais Liu Kang e Kung Lao, relatando uma versão alternativa dos eventos entre o primeiro e segundo torneios do Mortal Kombat.

### Filmes
Com a onda de lançamentos de filmes baseados em jogos eletrônicos, impulsionados principalmente por Street Fighter e Super Mario Bros., Mortal Kombat foi adaptado para os cinemas em 1995, com o título de Mortal Kombat, dirigido por Paul W. S. Anderson. O filme foi um sucesso de bilheterias e ganhou um prêmio da "BMI Film & TV Awards" em 1996 pela melhor trilha sonora, composta por George S. Clinton. O filme retratava o primeiro torneio da saga, uma adaptação do jogo Mortal Kombat.
Em 1997, embalado pelo sucesso do primeiro filme, veio aos cinemas Mortal Kombat: Annihilation, mas desta vez, dirigido por John R. Leonetti. Desta vez, a história contava a invasão de Shao Kahn ao Plano Terreno, representada no jogo Mortal Kombat 3. Ao contrário do seu antecessor, o filme foi muito mal recebido, contando com uma média de 6% baseado em 29 análises compiladas pelo site Rotten Tomatoes e uma média de 11/100 no site Metacritic.
Uma sequência para o filme chamada Mortal Kombat: Devastation foi anunciada logo após o lançamento de Annihilation, mas o projeto foi engavetado, devido ao grande fracasso do mesmo, depois de ter sido reescrito várias vezes. Porém em 2009, o diretor Kevin Tancharoen criou um curta-metragem e o lançou no YouTube, com a intenção de mostrar o Warner Bros. (a nova detentora dos direitos da série desde 2009) a sua visão de um novo filme da série Mortal Kombat, que era uma versão mais realista de toda a fantasia contida na série. O curta foi recebido pela mídia e pelo público com entusiasmo, o que levou a Warner a dar um sinal verde para a produção de uma websérie, Mortal Kombat: Legacy, lançada em 2011.
Um novo filme baseado na série, Mortal Kombat, foi lançado em 2021, dirigido por Simon McQuoid. O filme segue um lutador decadente, Cole Young, que descobre ser um descendente de Hanzo Hasashi e um dos lutadores escolhidos para participar do torneio Mortal Kombat contra os invasores de Outworld. Com bons resultados de bilheteria apesar da pandemia de COVID-19, faturando US$84.4 milhões custando US$55 milhões, o filme garantiu uma continuação, Mortal Kombat 2, em 2025.
Em 2020, a Warner Bros. lançou em DVD e streaming um filme animado, Mortal Kombat Legends: Scorpion's Revenge, combinando uma trama baseada no primeiro jogo da série em que diversos lutadores vão para uma ilha lutar no torneio Mortal Kombat com outra em que Scorpion tenta se vingar daqueles que mataram ele e sua família. Mais animações seguiram sob a chancela Mortal Kombat Legends: Battle of the Realms (2021), incorporando elementos de vários jogos da série tendo Liu Kang liderando a resistência contra a invasão da Terra por Outworld enquanto Scorpion tenta impedir Shinnok de conseguir um artefato místico e enfrenta o jovem Sub-Zero; Snow Blind (2022), uma continuação distante onde em um mundo pós-apocalíptico um idoso Sub-Zero e o jovem guerreiro Kenshi tentam derrubar o rei do clã Dragões Negros, Kano; e Cage Match (2023), onde na Los Angeles dos anos 80, Johnny Cage investiga o desaparecimento de sua co-estrela Jennifer Grey e descobre um culto tentando trazer o deus Shinnok para a Terra.

### Séries
Em setembro de 1995 começou a transmissão na USA Network uma série animada baseada no jogo Mortal Kombat 3, chamada Mortal Kombat: Defenders of the Realm, produzido pela Threshold Entertainment. Devido a ser uma animação com um público alvo menor de idade, a violência como sangue e desmembramento foi cortada. A animação não foi bem recebida, entrando para uma lista de dez coisas mais ridículas lançadas de Mortal Kombat, criada pelo site 4thLetter! e para uma lista de 10 vezes que Mortal Kombat deu errado, publicada pela 1up.com. No Brasil a série foi transmitida pela Rede Record, que foi criticada por reprisar muitas vezes o programa. No total o programa teve uma temporada de 13 episódios.
Em 1998, foi transmitida a série de TV Mortal Kombat: Conquest entre 3 de Outubro de 1998 e 1 de Junho de 1999 originalmente pela Turner Network Television, com um total de 22 episódios, sendo mais tarde exibida pelo SBT no Brasil. A série conta a história do Grande Kung Lao, um antecedente do Kung Lao atual, que foi responsável por salvar o Plano Terreno de Shang Tsung. A série não era muito fiel a história, entrando também para a lista de 10 vezes que Mortal Kombat deu errado, do site 1UP.
Já em 2010, começou a ser transmitida, através do Machinima, a websérie Mortal Kombat: Legacy, fruto da repercussão positiva do curta-metragem independente Mortal Kombat: Rebirth, ambos dirigidos por Kevin Tancharoen. A websérie contou com 9 episódios de 10 minutos, que se dedicavam a apresentar os principais personagens da série.

### Outros
Desde o estrondoso e evidente sucesso da série com o jogo Mortal Kombat para os Arcades as várias edições dos jogos começaram a vir acompanhadas de revistas em quadrinhos, criadas e distribuídas por várias empresas, da própria Midway Games até mesmo a Warner Bros., passando também pelas mãos da Malibu Comics.
Desencadeando o sucesso da série, também surgiu em 1995 um show teatral de artes marciais chamado Mortal Kombat: Live Tour, onde atores interpretavam os personagens da série Mortal Kombat. O enredo foi baseado em três personagens que lutavam para resgatar seus amigos e recuperar um amuleto mágico do mestre da Exoterra, Shao Kahn, para salvar a Terra. Embora fosse apresentado ao vivo, era usada a técnica de dublagem com falas pré-gravadas, podendo assim o mesmo personagem ser representado por atores diferentes e também ter efeitos sonoros dos golpes sincronizados com a apresentação.
No mesmo ano a BradyGames lançou um jogo de cartas colecionáveis, chamado Mortal Kombat Kard Game, contendo 300 cartas, com todos os personagens dos dois primeiros títulos, Mortal Kombat e Mortal Kombat 2 e seus respectivos golpes e finalizações. Já em 2005, a Score Entertainment também lançou um jogo de cartas, chamado Epic Battles, mas dessa vez baseado em Mortal Kombat: Deception, além das franquias Tekken e Street Fighter.

## Cronologia dos Jogos
Os jogos da série Mortal Kombat são os únicos que entram na história oficial (exceto o Mortal Kombat: Konquest, mas ele não retrata bem a parte da série, contendo erros). A ordem cronológica oficial é a seguinte:

### Linha do tempo Clássica
Mortal Kombat: Special Forces.
Mortal Kombat Mythologies: Sub-Zero.
Mortal Kombat - o décimo torneio Mortal Kombat.
Mortal Kombat II / Mortal Kombat: Shaolin Monks - o torneio de revanche ao décimo torneio.
Mortal Kombat 3 / Ultimate Mortal Kombat 3/Mortal Kombat Trilogy - a invasão de Shao Kahn na Terra.
Mortal Kombat vs. DC Universe
Mortal Kombat 4 / Mortal Kombat Gold - aliança de Shinnok e Quan Chi.
Mortal Kombat: Deadly Alliance - aliança Mortal de Quan Chi e Shang Tsung.
Mortal Kombat: Deception - a batalha final contra Onaga no modo konquest, ou seja, desconsiderando o resto do modo konquest que se passa antes.
Mortal Kombat: Armageddon - a jornada de Taven para purificar o mundo e evitar o Armaggedon no modo konquest.
*O resto do modo konquest de Mortal Kombat: Deception conta uma história em paralelo que durou 60 anos. Ela conta a trajetória de Shujinko desde seu treinamento e sua ascensão, terminando na batalha contra Onaga. Ela também mostra várias incógnitas que ficaram com os jogos em paralelo*

### Linha do tempo alternativa (alterada por Raiden)
Mortal Kombat 9 - Os acontecimentos do MK1, MK2 e MK3 com linha do tempo alterada, ou seja, o décimo torneio Mortal Kombat, o torneio de revanche do décimo torneio e a invasão de Shao Kahn na Terra.
Mortal Kombat X - Os acontecimentos de MK4 com a linha do tempo alterada, e teve grandes alterações como a morte de Quan Chi e o retorno de Shinnok, por exemplo.
Mortal Kombat Mobile - O jogo foi lançado ao mesmo tempo que o lançamento padrão de Mortal Kombat X e apresenta mecânica e gráficos semelhantes, mas, com algumas alterações.
Mortal Kombat 11 - Apos acontecimetos de MK X, Kronika, a guardiã do tempo, decide intervir. De acordo com ela, Raiden havia violado a linha do tempo que havia sido determinada para a Terra. 
Kronika teletransporta heróis e vilões do passado, incluindo Liu Kang e Shao Kahn, para o presente. O objetivo dela é fazer de tudo para eliminar os atuais protetores do Reino da Terra. O que ela não esperava, entretanto, era que Liu Kang se mostrasse um oponente tão persistente. Ressuscitado, Liu Kang salva o universo mais uma vez.

### Linha do tempo recriado
Mortal Kombat 1 - O segundo reboot na linha do tempo da série, vê Lord Liu Kang ter criado sua Nova Era e se esforça para manter a paz entre todos os reinos. No entanto, seus planos começam a desandar quando Shang Tsung e Quan Chi, apesar de suas tentativas de tirá-los de seus poderes e incapazes de causar problemas, se aliam ao General Shao para conquistar Earthrealm e Outworld. Investigando o assunto, Liu Kang descobre que Shang Tsung de MK11: Aftermath é o responsável, já que as tentativas de Liu Kang de acessar o poder da Ampulheta resultaram em uma ruptura onde todos os personagens do universo de Mortal Kombat derrotaram Kronika e ganharam o controle da Ampulheta. Em uma tentativa de impedir o feiticeiro de assumir o controle de todas as múltiplas linhas do tempo, Liu Kang lidera um exército de variações boas em um ataque à dimensão do Titã Shang Tsung, onde, após uma intensa batalha com todas as suas contrapartes malignas, Liu Kang e um campeão decidido pelo jogador o derrotam e apagam sua linha do tempo da existência.

## História

### O Ser e os Deuses Ancestrais
No início dos tempos, só existiam dois seres: os Elder Gods (Deuses Ancestrais) e o One Being (O Ser). O Ser ganhou seu poder drenando os poderes dos Deuses Ancestrais, então os Deuses Ancestrais declararam guerra ao Ser. Os Deuses Ancestrais criaram seis armas [também reconhecidas como pedras] chamadas Kamidogu. Quando usaram a arma, dividiram O Ser em muitos pedaços, mas sua consciência sobreviveu. O Kamidogu se perdeu em seis partes diferentes do Ser. Dessas peças se formaram os reinos, e a vida começou a crescer dentro deles. Havia seis reinos principais: Earthrealm (Plano Terreno/Terra), Netherrealm (Submundo), Outworld (Exoterra), Orderrealm/Seido (Reino da Ordem), Chaosrealm (Reino Caótico) e Edenia, cada um com um Kamidogu que definiu a essência de cada reino.

### A profecia do Armagedom
Pouco tempo depois da criação dos reinos, o deus Protetor de Edenia, Argus e sua esposa, a feiticeira Delia, tiveram dois filhos, Taven e Daegon. Delia tinha visões e profecias do futuro, e em uma dessa visões ela viu a destruição dos reinos por guerreiros cada vez mais numerosos e poderosos. Os Deuses Ancestrais exigiram uma solução por parte de Argus e Delia para evitar o armagedom. Delia previu que o Armagedom ocorreria nas ruínas edenianas, assim Argus criou uma pirâmide enquanto Delia criou um elemental do fogo chamado Blaze, que teria o poder para parar os guerreiros.
Argus queria que todos os guerreiros fossem destruídos, mas Delia queria algo mais misericordioso: tirar os poderes dos guerreiros. Para resolver essa discussão, decidiram colocar os seus dois filhos na competição e quem derrotasse Blaze ficaria com o trono de Edenia e decidiria o futuro dos guerreiros. Para isso, cada um tinha que conseguir ou a espada do seu pai ou a armadura de sua mãe localizadas em dois templos no Plano Terreno. Se o vencedor estivesse com a armadura, todos perderiam seus poderes e se o vencedor estivesse com a espada, eles seriam destruídos.
Eles foram chamados para o templo de Argus. Ao chegar lá foram emboscados e colocados em estado de êxtase com um dragão protetor para cada. Orin protegeria Taven e Caro protegeria Daegon. Quando Blaze desse o sinal os dragões deveriam acordar seus protegidos.

### Shinnok e a guerra pelo Plano Terreno
Todos os Deuses Ancestrais cuidavam dos reinos com uma grande sabedoria, mas um deles conhecido como Shinnok caiu na ilusão da ganância e poder e queria o Plano Terreno somente para ele. Mas o encarregado pelo Plano Terreno era o deus do trovão Raiden, então Shinnok começou uma guerra tão intensa que mergulhou o Plano Terreno em uma era de trevas, quase destruindo-o.
Raiden descobriu que Shinnok, com o poder de um amuleto místico, enfraqueceu as barreiras entre os reinos e possibilitou sua entrada no Plano Terreno. Vendo-se obrigado a escolher entre a destruição da raça sauriana (raça que habitava o Plano Terreno antes dos humanos) ou a de Shinnok, Raiden, com a ajuda dos Deuses Ancestrais, baniu Shinnok para o Submundo, poupando assim a vida da raça sauriana e retirando o amuleto da posse de Shinnok.
Raiden colocou o amuleto nas profundezas de uma montanha na Ásia, onde criou um templo e designou quatro deuses elementais (representados pelos elementos que formam os reinos: água, fogo, terra e ar) para protegê-lo.
Enquanto o Amuleto Místico estivesse protegido no Plano Terreno, Shinnok permaneceria preso no Submundo.

### A queda de Onaga e a ascensão de Shao Kahn
Em um ponto desconhecido da história houve o primeiro imperador da Exoterra chamado Onaga. Ele conquistava e unia os outros reinos com Exoterra para ter cada vez mais poder e território. O segredo de Onaga era seu exercito quase que invencível, já que seu coração lhe dava o poder de ressuscitar os mortos quantas vezes quisesse. Porém Onaga queria ser imortal, então ele cuidou de um ovo de dragão para quando ele nascesse seus feiticeiros transferissem sua alma para o novo corpo.
Foi neste momento que Shao Kahn, um dos seus mais leais conselheiros, se rebelou. Ele envenenou Onaga e tomou o trono da Exoterra. Então, assim como Onaga, ele tentou aumentar seu poder conquistando outros reinos menores, assim, durante muito tempo, foi aumentando seu poder até poder conquistar um reino do tamanho do seu: Edenia.
Para fundir os reinos, Shao Kahn tinha que vencer um torneio sagrado chamado Mortal Kombat. Essa foi a regra estipulada pelos Deuses Ancestrais para evitar qualquer tipo de confronto desastroso. Apesar dos grandes esforços dos guerreiros de Edenia, Shao Kahn venceu, assassinou o Rei Jerrod e uniu os reinos. Shao Kahn forçou a rainha Sindel a ser sua esposa e adotou a princesa Kitana como sua filha. Então, por uma falha de segurança, Daegon foi despertado para trazer o equilíbrio aos reinos corrompidos. Porém o armagedom não havia começado ainda, assim, Daegon teve uma grande vantagem sobre Taven. Caro o acordou ao pensar que uma perda de contato com Blaze fosse o sinal, mas na verdade Blaze foi sequestrado para proteger o ovo de dragão de Onaga.

### O início doMortal Kombatno Plano Terreno
Alguns milênios se passaram, agora com Edenia conquistada e adicionada a Exoterra, Shao Kahn se focou para a conquista do Plano Terreno. Shao Kahn enviou seu feiticeiro Shang Tsung para idealizar o Torneio Sagrado para conquista-la. Raiden convocou os melhores guerreiros da terra para a White Lotus Society (Sociedade Lótus Branca), sociedade que definiria um guerreiro a cada 500 anos para defender o reino da terra no torneio.
O Grande Kung Lao foi o escolhido, derrotou Shang Tsung e se tornou o grande campeão. Mas eles foram campeões somente por uma geração, pois Shang Tsung tinha uma nova arma, o shokan Goro, que matou O Grande Kung Lao e ganhou o torneio por 9 gerações, das 10 seguidas que eram necessárias para unir os reinos.
Antes de acontecer o último torneio, Quan Chi convocou Sub-Zero para ajudá-lo a recuperar o Amuleto Sagrado de Shinnok e mandou Scorpion como um plano B, caso Sub-Zero não conseguisse completar sua missão. Logo, Sub-Zero derrotou todos os Deuses Elementais e entregou o amuleto a Quan Chi. Porém, Quan Chi enganou Shinnok e lhe entregou um amuleto falso, ficando com o verdadeiro para si.
Raiden alertou Sub-Zero sobre o erro que cometera e as consequências disso. Sub-Zero então foi para o Submundo enfrentar Shinnok e recuperar o amuleto. Ele foi bem sucedido e manteve a paz, pelo menos por um momento.
Dois anos depois, um novo torneio foi organizado por Shang Tsung. Sendo assim o monge shaolin Liu Kang foi escolhido pela Sociedade Lótus Branca para participar do torneio e proteger o Plano Terreno. Durante o torneio, ele se uniu ao superstar de filmes de ação Johnny Cage e Sonya Blade, membro das Forças Especiais Americana. Cage entrou no Mortal Kombat para provar ao mundo que suas habilidades não são efeitos especiais e, Sonya, por sua vez, acabou participando do torneio por acidente, quando perseguia um perigoso criminoso conhecido como Kano. Sub-Zero também participará do torneio, sob ordens de matar Shang Tsung. Após muitos duelos e mortes, chegou a hora da grande final. Liu Kang era o único guerreiro da terra que restava no torneio, ele lutou e venceu o Príncipe Goro (o mesmo que matou O Grande Kung Lao). Sendo assim, foi a grande final, onde lutou e derrotou Shang Tsung e tornou-se campeão, ganhando a liberdade de seu reino. Enquanto a ilha de Shang Tsung era destruida, Sub-Zero é confrontado por Scorpion, agora um espectro do inferno em busca de vingança. Scorpion consegue matar Sub-Zero.
Não aceitando o fracasso de Shang Tsung, Shao Kahn enviou uma horda de tarkatâneos para invadir a Academia Wu Shi e matar todos os monges shaolin. Isso enfureceu Liu Kang a ponto de persegui-los até Exoterra, mas ele não estava sozinho. Ao seu lado estavam Johnny Cage, Kung Lao (descendente do Grande Kung Lao) e Jackson Briggs (mais conhecido como Jax) que foi procurar Sonya, que estava desaparecida desde o ataque à academia. Iniciou-se então um segundo torneio, dessa vez em Exoterra. Vendo essa grande oportunidade, o irmão mais novo de Sub-Zero morto durante o primeiro Mortal Kombat, decide participar do novo torneio e encontrar o assassino de seu irmão. Embora tenham caído na armadilha de Shao Kahn, eles se uniram à princesa Kitana e frustraram seus planos libertando Sonya, que estava presa na arena de Shao Kahn.
Shao Kahn reagiu e, para poder fundir os reinos sem ter que vencer o torneio, ele ressuscitou a rainha Sindel em solo do Plano Terreno, assim fundindo os reinos. Mas, novamente, os guerreiros da terra uniram-se e venceram Shao Kahn, ferindo-o gravemente e desfundindo os reinos. E o mais importante, libertando Edenia do controle de Exoterra.

### O retorno de Shinnok
Durante a sua estadia na terra, Shinnok reuniu um exército de aliados para recuperar o que tinha perdido. Com a ajuda de Noob Saibot no Plano Terreno e Tanya em Exoterra, ele conseguiu escapar do Submundo. Shinnok sequestrou Sindel e Kitana e destruiu parte dos Deuses Ancestrais e deuses menores para conquistar Edenia.
Raiden e Fujin, o Deus do Vento, reuniram os guerreiros novamente para combater Shinnok. Depois de árduas lutas, Liu Kang derrotou Shinnok e salvou a Terra uma vez mais. Shinnok foi novamente banido com seu aliado Quan Chi para o Submundo e Raiden assumiu o posto de Shinnok como Deus Ancestral.

### A Aliança Mortal
Enquanto esteve no Submundo, Quan Chi descobriu muito sobre o passado, inclusive o exército quase invencível de Onaga estava escondido. Ele conseguiu fugir do Submundo por um portal secreto, encontrando-se com Shang Tsung que se ofereceu para formar uma aliança e assim governarem juntos. Quan Chi construiu uma câmara de almas na fortaleza de Shang Tsung para conseguir almas e assim reanimar os soldados do exército de Onaga. Ambos se aproximaram de Shao Kahn que estava em estado debilitado devido a sua ultima batalha com os guerreiros da Terra e o mataram.
Juntos, para continuar seu plano, mataram a única pessoa que podia detê-los: Liu Kang. Diante desta situação, Raiden abre mão de seu posto como Deus Ancestral e novamente se une aos guerreiros do Plano Terreno para deter a ameaça. Porém entraram na disputa as neutras Nitara, que queria libertar seu reino, Vaeternus, do domínio de Exoterra e Li Mei, que queria libertar sua terra do domínio da Aliança Mortal. Outros entraram do lado de Raiden como Cyrax, que foi reprogramado por Jax e Sonya, e Kenshi, um guerreiro que queria vingança por Shang Tsung ter deixado-o cego. Porém as forças de Raiden e Li Mei, a solitária campeã, não foram fortes o bastante e a Aliança Mortal superou todo o exército da oposição, enganando a vencedora e tomando sua alma guerreira para fundir-se ao exército.

### O retorno de Onaga
Onaga em estado de morte conseguiu projetar sua aparição para Shujinko, um promissor guerreiro que seria escolhido para o próximo Mortal Kombat, se fazendo passar por Damashi, um mensageiro dos Deuses Ancestrais. Ele deu a Shujinko a habilidade de absorver habilidades e o fez juntar todas as Kamidogus (em uma aventura que durou sessenta anos) e coloca-los em Nexus (um pequeno local criado entre os reinos para facilitar a viagem pelos reinos do Campeão). Então Onaga voltou a sua forma física através do ovo de dragão e se fundindo com Reptile, pegando as Kamidogus de Shujinko. Para libertar os poderes das Kamidogus e conseguir a essência do Ser, faltava o Amuleto de Shinnok que estava sob a posse de Quan Chi.
Voltando ao presente, durante o último ataque dos guerreiros da terra contra a Aliança Mortal, Johnny Cage, Sonya, Kung Lao, Jax e Kitana são mortos pelas forças de Shang Tsung e Quan Chi. Raiden foi pessoalmente enfrentar a Aliança Mortal. Depois de uma grande batalha ambos vencem Raiden, porém, romperam a aliança e começaram a lutar entre si. Quan Chi vence, mas sua vitória durou pouco tempo pois Onaga surge para reclamar seu trono de Exoterra. Quan Chi tenta detê-lo e em pouco tempo Shang Tsung e Raiden acordam e, vendo a ameaça, unem suas forças para tentar deter Onaga.
Mesmo os poderes deles juntos não era páreo para Onaga. Então Raiden lança toda sua essência contra o Rei Dragão, se sacrificando explodindo tudo ao seu redor, mas não adiantou nada, nem feriu Onaga, mas eliminou Quan Chi e Shang Tsung. Então Onaga continua de onde parou conquistando reinos para unir a Exoterra, sem saber que está sendo controlado pela essência do Ser. Scorpion, que foi escolhido como Campeão dos Deuses Ancestrais, e Shujinko, o novo campeão do Plano Terreno, vão tentar deter Onaga. Shujinko juntou o máximo de guerreiros que pôde e absorveu suas habilidades, assim destruindo as Kamidogus, deixando com Onaga somente o Amuleto de Shinnok. Ele derrotou Onaga, mas no golpe final a alma de Onaga foi expelida de seu corpo e enviada para o Submundo.
Durante os acontecimentos, Raiden usou magia dos necromantes para ressuscitar Liu Kang, entretanto, teve que se corromper. O corpo de Liu Kang não tinha consciência, pois sua alma estava separada dele. Então o corpo de Liu Kang começou a matar pessoas de forma brutal. Sua alma se uniu a Ermac para deter seu corpo, antes que entrasse em um templo shaolin. Ao entrar no templo, o corpo de Liu matou dezenas de monges, mas sua alma conseguiu para-lo e se fundiu com ele se tornando um só.
Após isso, Ermac jurou ajudar também os aliados de Liu Kang (Sonya, Kitana, Johnny, Kung Lao e Jax). Eles haviam sido ressuscitados por Onaga e foram obrigados a servirem a ele. Durante um confronto, Ermac conseguiu romper a influência de Onaga sobre os guerreiros da terra.

### O Armagedom
Com as conquistas dos Reinos por Onaga, teve o inicio do armagedom previsto por Delia anteriormente. Como Daegon fora despertado séculos antes ele tomou conhecimento de seu objetivo e ficou obcecado pelo poder que teria. Então fundou o clã Red Dragon (Dragão Vermelho) e escravizou Caro para criar portais pelos mundos. O objetivo do clã era encontrar Blaze e assassinar Taven, que quando foi acordado na hora certa já era atacado pelos guerreiros de Daegon. Ele fez seu caminho até o templo de seu pai onde estaria a espada que era reservada para ele, mas ela foi roubada por Daegon. Então, teve que ir ao templo de sua mãe para roubar a armadura de Daegon.
Enquanto isso, Quan Chi reuniu um exercito junto a Shang Tsung, Shao Kahn, Shinnok e Onaga. Quan Chi tinha conhecimento de que quem derrotasse Blaze conseguiria o poder, não somente Taven ou Daegon, assim ele matou Orin, o dragão de Taven. Porém, Johnny Cage acabou por descobrir o plano maligno, após presenciar uma conversa de Shinnok com Quan Chi. Cage reuniu seus aliados e outros guerreiros (Sub-Zero, Ermac, Cyrax, Nightwolf e outros) para lutarem contra as forças do mal. Então como nas visões de Delia, a batalha foi para as ruínas edenianas.
Taven foi direto para as ruínas onde Blaze explicou qual a essência da missão e que como ele tinha a armadura, se ele vencesse por ter a armadura ele retiraria os poderes dos guerreiros e caso Daegon vencesse, por ter a espada, mataria todos os guerreiros. Então Taven encontra Daegon para a batalha que decidiria o destino dos guerreiros. Daegon revela que foi ele quem roubou a espada de Taven e que foi ele quem matou os seus pais com a espada que foi criada por eles mesmos para deter o Armagedom. Mesmo assim, Taven venceu Daegon. Com isso o processo já estava no fim. Eis que a batalha cessa com o levantar da gigante pirâmide, que fora deixada ali por Argus a milênios. No topo da pirâmide estava Blaze, desta vez gigante e incrivelmente poderoso.
Então se desmancharam todas as alianças e todos os guerreiros começaram a subir a pirâmide lutando entre si para reclamar o prêmio sem terem consciência de seus atos ou com as consequências (mesmo os do bem). Taven pegou a espada de volta de Daegon e foi para a pirâmide, cumprir seu destino e enfrentar Blaze. Taven finalmente concluiu a busca por Blaze, derrotando-o com a espada deixada por Argus. Assim a energia divina de Blaze passa por Taven o tornando um deus completo. A energia passa para a armadura de sua mãe e vai passando por cada guerreiro. Isso deveria ter tirado os poderes dos guerreiros, mas ao invés disso, por Blaze estar corrompido pelos sacerdotes de Onaga, aumentaram mais ainda seus poderes. Com isso a missão de Argus falha e os reinos continuam em perigo. Taven como o novo protetor de Edenia tenta achar uma solução alternativa para o problema.

### A última tentativa de Raiden
Depois do Armagedon, todos os guerreiros ficaram muito poderosos devido ao que ocorrera. Mesmo com a queda de Blaze que fez a verdade voltar as mentes dos lutadores, os lados foram restaurados e seguiu-se uma batalha final que resultou em Raiden e Shao Kahn lutando no alto da Pirâmide de Argus. Mas Shao Kahn está muito poderoso e derrota Raiden. Pouco antes de sofrer o golpe final e ser morto, Raiden envia uma mensagem mental para o seu eu do passado. A mensagem dizia "He must win!" (Ele deve vencer!), assim o tempo retrocede para o inicio do 11° Mortal Kombat (Mortal Kombat). O Raiden do passado recebe a mensagem e não sabe o que está havendo, mas sabe que algo ruim está para acontecer.
Retrocedendo os acontecimentos para o primeiro torneio da série, hospedado por Shang Tsung, uma versão do passado de Raiden tem visões do futuro, devido ao seu amuleto agora rachado. Raiden chega à conclusão de que o lutador Liu Kang deve vencer o torneio e salvar o Plano Terreno de Exoterra. Liu Kang vence o feiticeiro mas o amuleto de Raiden continua a deteriorar-se, um sinal de que eventos futuros mantêm-se inalterados. Decepcionado com a derrota de Exoterra, Shao Kahn ordena a execução de Shang Tsung, mas cede quando o feiticeiro sugere um segundo torneio em Exoterra. Raiden tenta mudar a linha do tempo, substituindo Liu Kang (que na verdadeira linha do tempo foi o vencedor do torneio) por Kung Lao, na esperança que ele fosse o campeão do segundo torneio.
Shao Kahn, no entanto, mata Kung Lao em combate, e Liu Kang enfurecido fere mortalmente o imperador. Raiden observa que a linha do tempo ainda não foi alterada, já que seu amuleto continua a deteriorar-se. Curado pelo feiticeiro Quan Chi, Shao Kahn então faz uma aliança com o feiticeiro e invade o Plano Terreno. Juntamente com lutadores como Nightwolf, Raiden e Liu Kang tentam parar Kahn, mas Kabal, Stryker, Cyber Sub-Zero, Jax, Smoke e Jade são assassinados pela esposa de Shao Kahn, Sindel (controlada pelo feiticeiro Quan Chi), que depois suga a alma de Kitana, assim, Nightwolf se sacrifica para matá-la. Então, Raiden enfrenta Quan Chi, e pela aliança com Kahn, percebe que a mensagem "Ele deve vencer" refere-se a Shao Kahn - se Shao Kahn fundir a Exoterra com o Plano Terreno, ele será punido pelos Deuses Anciões por violar as regras do Mortal Kombat.
Liu Kang, no entanto, acusa Raiden pela morte de seus aliados e o ataca, enquanto Shao Kahn se aproxima. Na tentativa de preservar o futuro, Raiden acidentalmente mata Liu Kang. De luto, Raiden se rende a Shao Kahn. Os Deuses Anciões intervêm, possuindo Raiden e usando-o como uma forma de condenar e punir Kahn por quebrar as regras do Mortal Kombat. Após matar Kahn, Raiden promete proteger o Plano Terreno com os sobreviventes Johnny Cage e Sonya. É revelado que Quan Chi na verdade tem uma aliança com o seu mestre, Shinnok, e pretende tirar vantagem do caos que toma conta dos reinos e da derrota de Shao Kahn para conquistar tanto o Plano Terreno quanto Exoterra, em nome do Submundo.

## Desenvolvimento
A série Mortal Kombat foi criada em uma reação a Capcom, que dominava os Arcades com a série Street Fighter, com controles simples e gráficos digitalizados. A série seria, originalmente, baseada no artista Jean-Claude Van Damme, mas devido aos trabalhos do artista na época, não foi possível, fazendo com que toda a ideia do jogo fosse refeita. O jogo como é conhecido atualmente foi criado em 1989, juntamente com a história e o conteúdo do jogo, mas não pôde ser levado aos Arcades até 1991. Alguns dizem que a violência gráfica do jogo era gratuita, e só foi incluído no fim de gerar polêmica e controvérsias. Embora seja muito controverso, a mistura de realismo e violência impulsionou Mortal Kombat para uma grande fama histórica.

## Recepção
O New York Daily News fez o seguinte comentário sobre a série: "O Mortal Kombat original fez sua estreia em 1992. Sua combinação de história, personagens e mega-violência logo o tornaram um hit mundial. E a controvérsia gerada pelos seus efeitos especiais de sangue jorrando só serviram para impulsionar sua popularidade." Durante 2007, Ed Boon anunciou que a série Mortal Kombat vendeu 26 milhões de cópias e só em sua semana de lançamento o jogo vendeu um milhão de unidades, tornando-se o jogo de vendas mais rápidas da história da Midway Games. Em 2007, a GamePro fez uma lista com os 52 jogos mais importantes de todos os tempos, Mortal Kombat II ficou em 38º na lista, porque foi "Provavelmente o melhor jogo de luta ocidental da época, este jogo lançou milhares de imitadores pela sua trajetória até se tornar um dos mais famosos – e infame – jogos de videogame já feito. A sua maestria técnica e artística só pode ser igualada a sua quantidade de sangue jorrando." Em um artigo da Examiner sobre os jogos com mortes mais bonitas, a série Mortal Kombat foi classificado como 2º lugar, perdendo apenas para God of War III, afirmando que "Você tem que dar a um mundo inteiro interessado em videogames um jogo de referência. Além das impressionantes sequências de mortes, este também foi o jogo que fez o governo americano tomar uma posição em relação a indústria do jogo. Graças ao Mortal Kombat, agora temos o ESRB para nos dizer se um jogo é seguro para crianças, adolescentes ou se somente adultos devem jogá-lo. Palmas a você,Mortal Kombat." Em um ranking feito pela CraveOnline, Mortal Kombat foi classificado como um dos jogos mais sanguinários de todos os tempos, afirmando que ele foi responsável por três coisas, "1. Várias séries de peso iriam incluir na sua fórmula litros de sangue e mortes desastrosas como se estivessem saindo de moda. 2. A classificação etária seria agora necessário para consoles domésticos jogos daqui para frente. 3. A Nintendo iria tropeçar na sua politica de não violência e, finalmente, começarem a fazer jogos para adultos". No entanto, a CraveOnline também criticou a série, afirmando em tom de ironia que "Não é muito ruim para um jogo ter dois ou três ninjas iguais com paletas trocadas que fazem os mesmos malditos movimentos sempre e depois ver um arrancando a cabeça do outro fora!" Em outro ranking feito pela CraveOnline, a série ficou em segundo lugar em um Top 10 dos melhores jogos de luta 2D de todos os tempos.
Em uma enquete feita pela GamePro, em novembro de 2009, 21% dos participantes classificaram Mortal Kombat como seu jogo de luta favorito, ficando em terceiro, depois de Street Fighter e Tekken. A GameTrailers classificou Mortal Kombat em 9° lugar no seu Top 10 de melhores franquias de luta, enquanto Mortal Kombat II foi o 5º no Top 10 dos Jogos de Arcade. GameTrailers também classificou Mortal Kombat como a 7ª série mais sanguinária de todos os tempos. Os fatalities do jogo foram colocados no "Top 10 OMGWTF Moments" da ScrewAttack competindo entre outros jogos com a sérieStreet Fighter II e o modo que se popularizou nos Arcades. O Guinness World Records premiou a série Mortal Kombat com sete recordes mundiais no Guinness World Records: Gamer's Edition 2008. Estes recordes incluem "A Franquia de Jogos de Luta Mais Bem Sucedida", "Maior Série de Jogos de Luta" e "Série de Videogame Com Álbuns de Trilha Sonora Spin-Off Mais Bem Sucedida".
Os comerciais do Mortal Kombat receberam a mesma critica. Em 1993 em uma audiência sobre videogames violentos, o senador Joseph Lieberman criticou a Sega por um de seus comerciais de TV dizendo que o comercial promoveu violência. O comercial, como descrito em uma publicação recente na Weekly Reader, mostra um rapaz que ganha o respeito de seus amigos, depois de vencer o Mortal Kombat. No final do comercial, o menino com raiva derruba uma bandeja de biscoitos dado a ele por amigos agora assustados com capacidade de luta do menino. O menino grita, 'Eu disse que queria biscoitos de chocolate!' Bem como um anúncio do Mortal Kombat: Shaolin Monks, intitulado "Sangue no Tapete", que foi criado pela londrina "Maverick Media" foi, como citou o The Register "… esmagado pelas atoridades como apologia e glorificação a violência." O comercial, como descrito pela The Register, mostra uma cena em que na sala de reuniões com o Sr. Linn, um misterioso encrenqueiro numa reunião de vendas, em que ele instrui dois homens para lutar. Depois de socos uma caneta é cravada no braço de um executivo, em seguida, uma jarra de água é quebrada na sua cabeça e seu coração é arrancado do seu peito. Assim Sr. Linn finaliza o outro executivo decapitando-o com seu chapéu. O resultado da denúncia foi, conforme citado no relatório da ASA, que disseram para a Midway não repetir a abordagem e disse-lhes para consultar PAC antes de produzir anúncios futuro."

### Torneios oficiais de arcade
Houve quatro torneios oficiais de Mortal Kombat (arcade) durante todo o legado da série. Dois dos torneios aconteceram na Inglaterra e dois nos Estados Unidos. Os vencedores de cada torneio foram os seguintes:
- Sam Heyman venceu a 1ª edição americana do torneio de Mortal Kombat.
- Warren Ogilvy venceu a 1ª edição britânica do torneio de Mortal Kombat.
- Ravi Chorpra venceu a 2ª edição americana do torneio de Mortal Kombat.
- Alex Fisher venceu a 2ª edição britânica do torneio de Mortal Kombat.